# Богородинский, Дмитрий Константинович
Дмитрий Константинович Богородинский (28 мая 1898 ― 7 июня 1988) ― российский и советский учёный, невролог, доктор медицинских наук, профессор. Заведующий кафедрой нервных болезней Первого Санкт-Петербургского государственного медицинского университета имени академика И. П. Павлова (1955-1970). Полковник медицинской службы (1952).

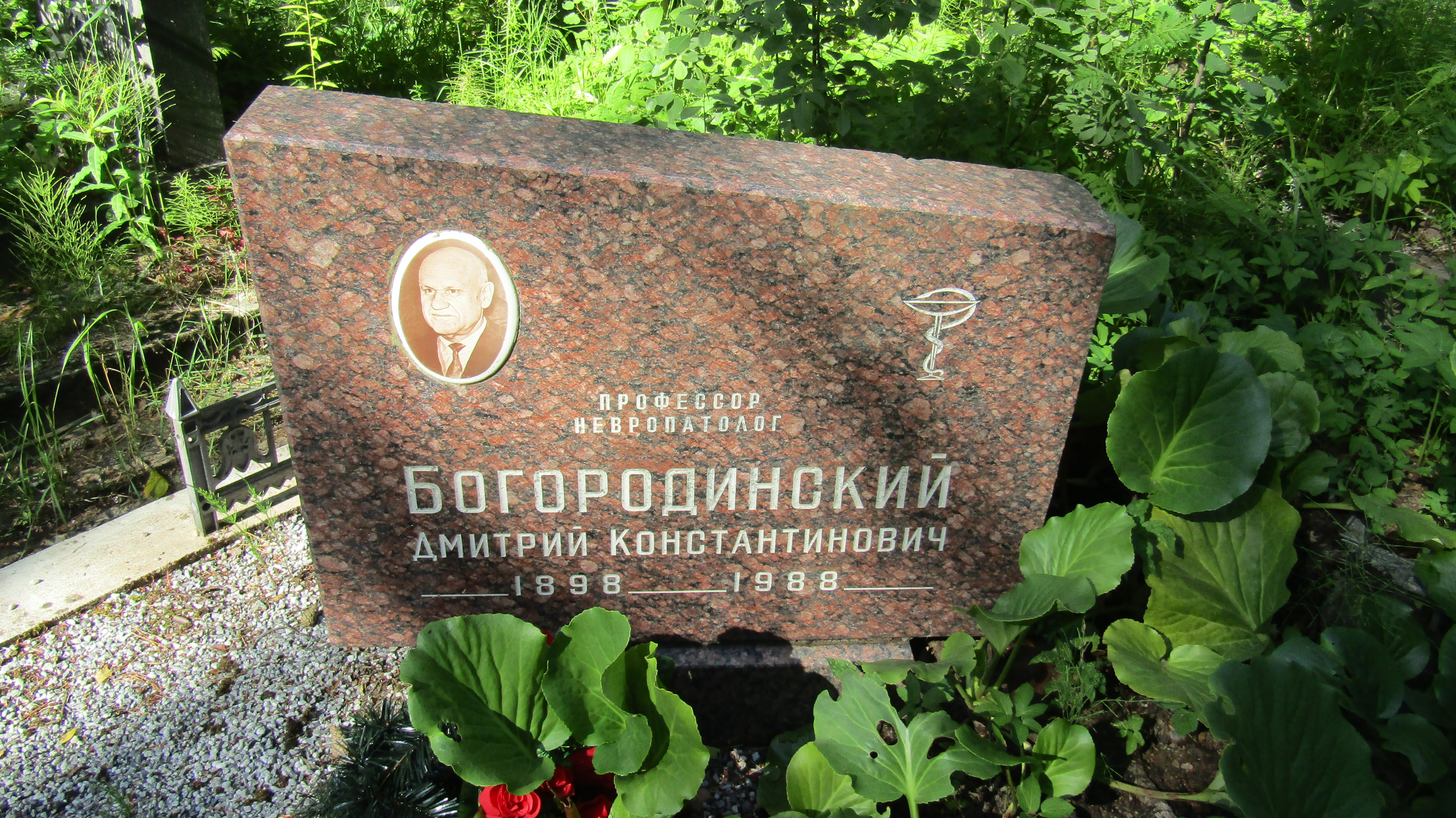
Могила Богородинского Д.К. Северное кладбище, Санкт-Петербург.

## Биография
Дмитрий Константинович Богородинский родился в 1898 году, в Ташкенте в семье православного священника. Его отец был настоятелем большого прихода, который сохранился и после Октябрьской революции, но ни один из трёх сыновей не принял священного сана.
В 1925 году Дмитрий Константинович завершил обучение на медицинском факультете Среднеазиатского государственного университета. Стал работать на кафедре нервных болезней в родном учебном заведении под руководством профессора М. А. Захарченко. Сначала трудился ординатором, затем ассистентом, позже доцентом. В 1946 году успешно  защитил диссертацию на соискание степени доктора медицинских наук на тему «Краниоспинальные опухоли и ограниченные арахноидиты». С 1949 года являлся профессором кафедры нервных болезней Военно-морской медицинской академии. В 1955 году стал руководить кафедрой нервных болезней Первого Ленинградского медицинского института. С 1970 года работал научным консультантом этой кафедры.
Автор более 100 научных трудов, среди которых первая в мире монография «Инфаркты спинного мозга», подготовленная и выпущенная в 1975 году. Инициатор исследований и изучений в СССР расстройств спинномозгового кровообращения. Разработал и внедрил новые методы исследования нервно-мышечных болезней: генеалогический, ручной и функциональный способы изучения мышечной силы, электромиографию, исследование скорости проведения возбуждения по двигательным нервам, определение активности ряда мышечных ферментов в сыворотке крови.
Проживал в Ленинграде. Умер в 1988 году. Похоронен на Северном кладбище Санкт-Петербурга.

## Награды
- Орден Знак Почёта,
- Почётная грамота Президиума Верховного Совета РСФСР,
- другие медали.

## Научная деятельность
Труды, монографии:
- Богородинский Д. К. О реакции Таката-Ара при исследовании спинно-мозговой жидкости, Совр. психоневрол., № 5-6, с. 422, 1927;
- Богородинский Д. К. Синдром кранио-спинальной опухоли, Ташкент, 1936;
- Богородинский Д. К. Кранио-спинальные опухоли и ограниченные арахноидиты, диссертация, Ташкент, 1945;
- Богородинский Д. К. К клинике закупорки верхней мозжечковой артерии, Журн, невропат, и психиат., т. 58, № 9, с. 1042, 1958;
- Богородинский Д. К. Инфаркты спинного мозга, Л., 1973 (совм, со Скоромцом А. А.).